# Xenoplatyura doddi
Xenoplatyura doddi är en tvåvingeart som först beskrevs av Edwards 1929.  Xenoplatyura doddi ingår i släktet Xenoplatyura och familjen platthornsmyggor. Inga underarter finns listade i Catalogue of Life.